# Lista de partidos políticos de Timor-Leste
Esta lista enumera todos os distintos partidos políticos de relativa relevância existentes em Timor-Leste.
Timor-Leste conta com um sistema multipartidário.

## Partidos políticos
Esta lista apresenta todos os partidos políticos existentes reconhecidos pelo Supremo Tribunal de Justiça de Timor-Leste.

### Partidos políticos com representantes eleitos no Parlamento Nacional
| Nome | Nome                                                                                           |  | Líder                      | Ideologia                                               | Espectro                   | Parlamento Nacional |
| ---- | ---------------------------------------------------------------------------------------------- |  | -------------------------- | ------------------------------------------------------- | -------------------------- | ------------------- |
|      | Congresso Nacional para a Reconstrução de Timor-Leste (CNRT)                                   |  | Xanana Gusmão              | Social-democracia, Terceira via                         | Centro-esquerda            | 23 / 65             |
|      | Frente Revolucionária de Timor-Leste Independente (FRETILIN)                                   |  | Lu Olo                     | Socialismo democrático, Nacionalismo de esquerda        | Esquerda                   | 21 / 65             |
|      | Partidu Libertasaun Popular (PLP) Partido Libertação Popular                                   |  | Taur Matan Ruak            | Desenvolvimentismo                                      | Centro a Centro-esquerda   | 8 / 65              |
|      | Partido Democrático (PD)                                                                       |  | Mariano Sabino             | Social-democracia, Liberalismo social                   | Centro-esquerda            | 5 / 65              |
|      | Kmanek Haburas Unidade Nasional Timor Oan (KHUNTO)                                             |  | Armanda Berta dos Santos   | Interesses dos jovens, Anti-corrupção                   | Centro-esquerda a Esquerda | 5 / 65              |
|      | União Democrática Timorense (UDT)                                                              |  | Gilman Santos              | Conservadorismo                                         | Direita                    | 2 / 65              |
|      | Partido Unidade Desenvolvimento Democrático (PUDD) Partidu Unidade Dezenvolvimentu Demokratiku |  | António de Sá Benevide     | Humanismo                                               | Centro                     | 1 / 65              |
|      | Partido Social Democrata (PSD)                                                                 |  | Zacarias da Costa          | Liberalismo, Conservadorismo social                     | Centro                     | 0 / 65              |
|      | Partido Socialista Timorense (PST)                                                             |  | Evelino Coelho da Silva    | Comunismo, Marxismo-leninismo                           | Esquerda                   | 0 / 65              |
|      | Associação Social-Democrata de Timor (ASDT)                                                    |  | Francisco Xavier do Amaral | Centrismo, Social-democracia                            | Centro                     | 0 / 65              |
|      | Centro de Ação Social Democrata Timorense (CASDT)                                              |  |                            | Social-democracia                                       | Centro-esquerda            | 0 / 65              |
|      | Frente de Reconstrução Nacional de Timor-Leste - Mudança (Frenti-Mudança) FRETILIN Mudansa     |  | José Luís Guterres         | Social-democracia                                       | Centro-esquerda a Esquerda | 0 / 65              |
|      | Movimentu Libertasaun ba Povu Maubere (MLPM) Movimento de Libertação do Povo Maubere           |  | Nélson Martins             | Humanismo cristão, Patriotismo                          | Centro                     | 0 / 65              |
|      | Partidu Democrática Liberal (PDL)                                                              |  | Marito de Araújo           | Liberalismo                                             | Centro-direita a Direita   | 0 / 65              |
|      | Partido Democrata Cristão (PDC)                                                                |  | António Ximenes da Costa   | Democracia cristã, Social-democracia, Humanismo cristão | Centro-esquerda            | 0 / 65              |
|      | Partido Democrática Republica de Timor (PDRT) Partido Democratika Republica de Timor           |  | Gabriel Fernandes          |                                                         |                            | 0 / 65              |
|      | Partido do Desenvolvimento Nacional (PDN) Partidu Dezenvolvementu Nasional                     |  | Fernando Dias Gusmão       | Conservadorismo                                         | Centro-direita             | 0 / 65              |
|      | Partido do Povo de Timor (PPT)                                                                 |  |                            | Conservadorismo nacional, Tradicionalismo, Monarquismo  | Direita                    | 0 / 65              |
|      | Partido Milénio Democrático (PMD) Partidu Milenium Demokratiku                                 |  | Hermenegildo Kupa Lopes    | Feminismo, Social-democracia                            | Centro-esquerda a Esquerda | 0 / 65              |
|      | Partido Nasionalista Timorense (PNT) Partido Nacionalista Timorense                            |  | Abílio Araújo              | Nacionalismo                                            | Centro                     | 0 / 65              |
|      | Partido Trabalhista (PTT)                                                                      |  | Maria Angela Freitas       | Socialismo democrático, Ecossocialismo, Feminismo       | Esquerda                   | 0 / 65              |
|      | Partido Unidade Nacional (PUN) Partidu Unidade Nacional                                        |  | Fernanda Borges            | Democracia cristã, Liberalismo económico                | Centro a Centro-direita    | 0 / 65              |
|      | Partidu Republikanu (PR)                                                                       |  | João Mariano Saldanha      | Social-democracia, Pacifismo                            | Centro a Centro-esquerda   | 0 / 65              |
|      | União Nacional Democrática de Resistência Timorense (UNDERTIM)                                 |  | Cornelio Gama              | Interesses dos veteranos                                |                            | 0 / 65              |
|      | Associação Popular Monarquia Timorense (APMT)                                                  |  | Manuel Fernandes           | Monarquismo                                             |                            | 0 / 65              |
|      | Partido do Desenvolvimento Popular (PDP)                                                       |  | António Maubere Ai Tanan   |                                                         |                            | 0 / 65              |
|      | Partido Esperança da Pátria (PEP)                                                              |  | Manuel Higino Gusmão       | Pacifismo, Humanismo                                    | Esquerda                   | 0 / 65              |
|      | Partido Republica Nacional de Timor Leste (PARENTIL)                                           |  | Flaviano Pereira Lopes     | Conservadorismo                                         | Centro-direita             | 0 / 65              |

## Partidos extintos
- Associação Popular Democrática Timorense
- Klibur Oan Timor Asuwain
- Partai Demokratik Maubere